# Dúbravy

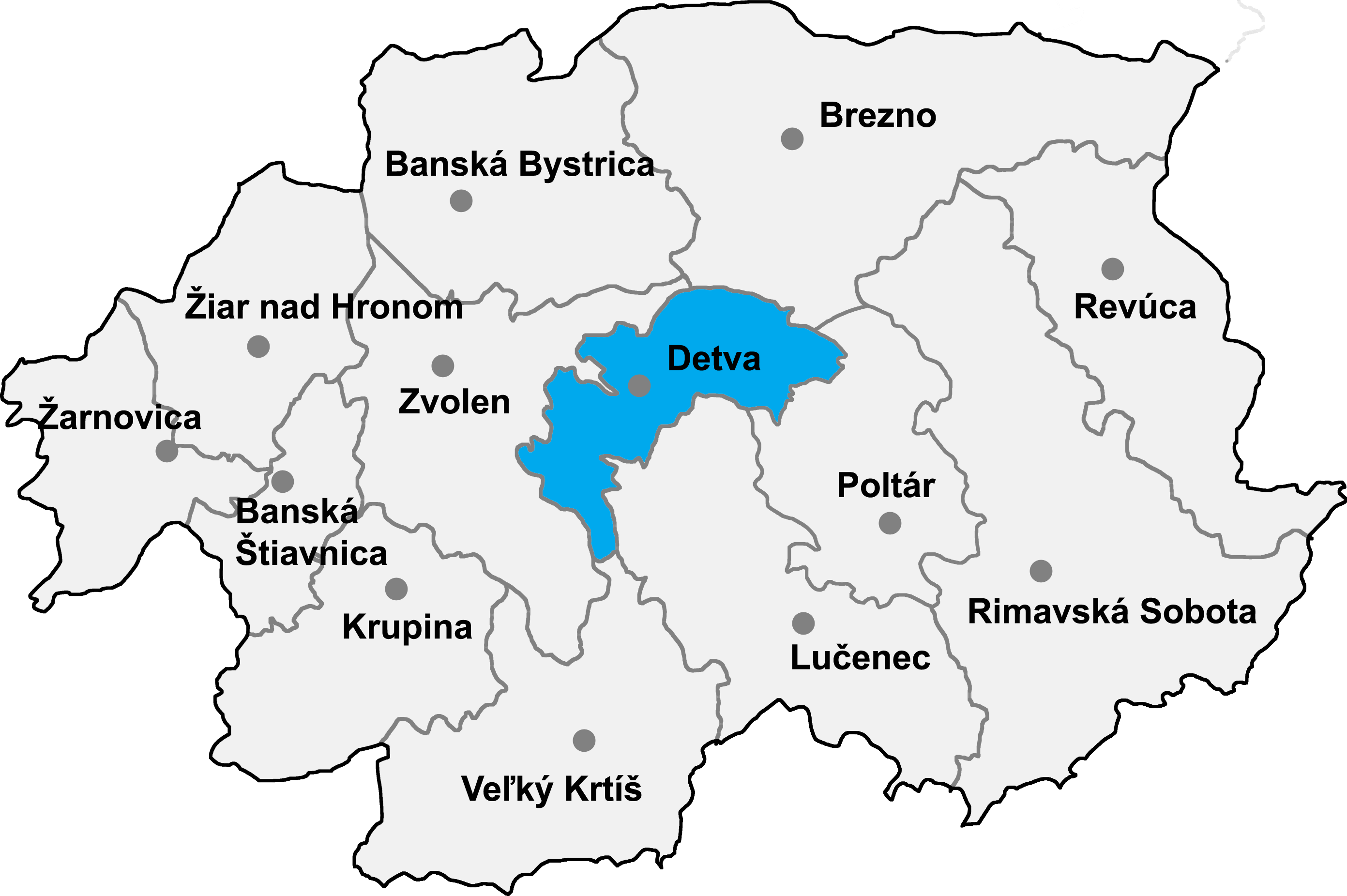
Localizarea districtului Detva în regiunea Banská Bystrica, Slovacia

Dúbravy (până în 1927 Očovská Dúbrava, Ošowské Dubrawy; în maghiară Kisócsa, până în 1907 Dobróocsova) este un sat și o comună în districtul Detva din regiunea Banská Bystrica aflată în centrul Slovaciei.

## Istoric
Satul a apărut la sfârșitul secolului al XVIII-lea, când s-a separat de Očová.

## Demografie
| An:                | 1994 | 2004   | 2014   | 2024   |
| ------------------ | ---- | ------ | ------ | ------ |
| Număr de persoane: | 1011 | 1002   | 929    | 955    |
| Diferență:         |      | −0,89% | −7,28% | +2,79% |

| An:                | 2023 | 2024   |
| ------------------ | ---- | ------ |
| Număr de persoane: | 959  | 955    |
| Diferență:         |      | −0,41% |

## Resurse genealogice
Registrele genealogice sunt păstrate în arhiva de stat „Statny Archiv in Banska Bystrica, Slovakia”.
- Înregistrările Bisericii romano-catolice (nașteri/căsătorii/decese): 1768-1895 (secțiunea parohia B)